# Agathis pastranai
Agathis pastranai är en stekelart som först beskrevs av Blanchard 1952.  Agathis pastranai ingår i släktet Agathis och familjen bracksteklar. Inga underarter finns listade i Catalogue of Life.